# Kid Harpoon
Kid Harpoon, pseudonimo di Thomas Edward Percy Hull (Chatham, 20 aprile 1982), è un produttore discografico, paroliere e cantautore britannico.
Autore e produttore di brani e album di grande successo per Harry Styles, Miley Cyrus, Florence and The Machine, Shakira e altri artisti, nel 2023 ha vinto un Brit Award come autore dell'anno.

## Biografia
Esordisce nel 2006 con i singolo The River, The Ocean, The Pearl, pubblicato nei formati vinile e CD. Firma successivamente un contratto con l'etichetta Young, con la quale pubblica il suo album di debutto Once e due EP (The First e The Second) nel corso di 2007 e 2008. A partire dal 2009, Harpoon inizia la sua attività di autore e produttore per altri artisti, guadagnando immediatamente rilevanza grazie alle collaborazioni con il gruppo musicale Florence and The Machine, per il quale scrive i successi Never Let Me Go e Sweet Nothing. Grazie alla collaborazione col gruppo, Harpoon viene nominato agli Ivor Novello Awards.
Inizia dunque a collaborare con altri interpreti molto noti, scrivendo brani come Can't Remember to Forget You di Shakira e Rihanna, Let Go for Tonight di Foxes, Higher dei Sigma e Desire degli Years & Years. Inizia contestualmente a lavorare come musicista e produttore per interi album musicali, l'album eponimo di Shakira. Continua nel frattempo la collaborazione con i Florence and the Machine: fra gli altri, il brano What Kind of Man riceve una nomination ai Grammy Award nella categoria "miglior canzone rock".
Nel 2017 inizia una fruttuosa collaborazione con il cantante Harry Styles, per il quale lavorerà in qualità di autore e produttore per vari album e singoli durante la sua produzione solista. Per il suo apporto all'album di Styles Harry's House, Harpoon vince un Grammy Award nella categoria "album dell'anno". Tra 2017 e 2023, oltre a lavorare a gran parte della produzione di Styles, l'artista è autore di vari brani per altri noti interpreti come Shawn Mendes, Lizzo, Lykke Li, Mabel, Kiesza, Maggie Rogers, Jessie Ware, Lauren Jauregui e altri. Nel 2023 produce il successo internazionale di Miley Cyrus Flowers. Sempre nel 2023 vince il premio di "autore dell'anno" ai Brit Awards.

## Discografia

### Album
- 2007 – Once

### EP
- 2007 – The First
- 2008 – The Second

### Singoli
- 2006 – The River, The Ocean, The Pearl

## Brani scritti per altri artisti
| Anno | Interprete               | Canzone                                                 |
| ---- | ------------------------ | ------------------------------------------------------- |
| 2009 | The Jacka                | Storm feat. Cormega                                     |
| 2011 | Florence and the Machine | Never Let Me Go                                         |
| 2011 | Florence and the Machine | Leave My Body                                           |
| 2012 | Jamie N Commons          | Devil in Me                                             |
| 2012 | Spector                  | Celestine                                               |
| 2012 | Spector                  | Twenty Nothing                                          |
| 2012 | Jessie Ware              | Wildest Moments                                         |
| 2012 | Jessie Ware              | Night Like                                              |
| 2012 | Jessie Ware              | Talking in Water                                        |
| 2012 | Calvin Harris            | Sweet Nothing (feat. Florence and the Machine)          |
| 2012 | Jack Beats               | Storm                                                   |
| 2013 | Miles Kane               | Give Up                                                 |
| 2013 | Miles Kane               | Tonight                                                 |
| 2013 | Miles Kane               | Caught in the Act                                       |
| 2013 | Jamie N Commons          | Wash Me in the Water                                    |
| 2013 | Lewis Watson             | It Could Be Better                                      |
| 2013 | Florence + the Machine   | Over the Love                                           |
| 2013 | Joel Compass             | Fucked Up                                               |
| 2013 | Mayer Hawthorne          | Robot Love                                              |
| 2013 | Professor Green          | Are You Getting Enough?                                 |
| 2013 | Birdy                    | Light Me Up                                             |
| 2013 | HAIM                     | Days Are Gone                                           |
| 2013 | Eliza Doolittle          | Back Packing                                            |
| 2013 | Eliza Doolittle          | Walking on Water                                        |
| 2013 | Eliza Doolittle          | Missing Kissing                                         |
| 2013 | Eliza Doolittle          | One in a Bed                                            |
| 2013 | Bipolar Sunshine         | Drowning Butterflies                                    |
| 2014 | Shakira                  | Nunca Me Acuerdo de Olvidarte                           |
| 2014 | Shakira                  | Can't Remember to Forget You feat. Rihanna              |
| 2014 | Foxes                    | Let Go for Tonight                                      |
| 2014 | Skrillex                 | Fire Away                                               |
| 2014 | Christina Perri          | Burning Gold                                            |
| 2014 | Lily Allen               | Bass Like Home                                          |
| 2014 | LP                       | One Last Mistake                                        |
| 2014 | Years & Years            | Take Shelter                                            |
| 2014 | Years & Years            | Desire                                                  |
| 2014 | Professor Green          | Little Secrets                                          |
| 2014 | Jessie Ware              | Desire                                                  |
| 2014 | Rae Morris               | Closer                                                  |
| 2014 | Brooke Fraser            | Je Suis Pret                                            |
| 2014 | Quvenzhané Wallis        | Who Am I?                                               |
| 2014 | James Bay                | Collide                                                 |
| 2014 | James Bay                | Wait in Line                                            |
| 2015 | Florence and the Machine | What Kind of Man                                        |
| 2015 | Florence and the Machine | Ship to Wreck                                           |
| 2015 | Florence and the Machine | Make Up Your Mind                                       |
| 2015 | Years & Years            | Gold                                                    |
| 2015 | Years & Years            | Worship                                                 |
| 2015 | Sigma                    | Higher                                                  |
| 2015 | Denai Moore              | Absent                                                  |
| 2015 | Gin Wigmore              | In My Way                                               |
| 2015 | Tourist                  | Holding On                                              |
| 2015 | Omi                      | Babylon                                                 |
| 2015 | James Morrison           | Naked with You                                          |
| 2016 | Years & Years            | Meteorite                                               |
| 2016 | Foxes                    | Cruel                                                   |
| 2016 | Foxes                    | Shoot Me Down                                           |
| 2016 | Aurora                   | Home                                                    |
| 2016 | JP Cooper                | Five More Days                                          |
| 2016 | Simonne Jones            | Gravity                                                 |
| 2016 | Banks & Steelz           | "Giant"                                                 |
| 2016 | AlunaGeorge              | Wanderlust                                              |
| 2016 | Shawn Mendes             | Roses                                                   |
| 2017 | Lea Michele              | Heavy Love                                              |
| 2017 | Harry Styles             | Sweet Creature                                          |
| 2017 | Niia                     | Hurt You First                                          |
| 2017 | Harry Styles             | Carolina                                                |
| 2017 | Mabel                    | Bedroom                                                 |
| 2017 | Mabel                    | Ivy                                                     |
| 2017 | Portugal. The Man        | Easy Tiger                                              |
| 2017 | PVRIS                    | No Mercy                                                |
| 2017 | Jessie Ware              | Alone                                                   |
| 2017 | Jessie Ware              | Thinking About You                                      |
| 2017 | Kailee Morgue            | Discovery                                               |
| 2018 | Years & Years            | Sanctify                                                |
| 2018 | Seeb                     | Drink About                                             |
| 2018 | Plan B                   | Grateful                                                |
| 2018 | Lykke Li                 | Sex Money Feelings Die solista o feat. Lil Baby, snowsa |
| 2018 | Lykke Li                 | Bad Woman                                               |
| 2018 | Years & Years            | Don't Panic                                             |
| 2018 | Noah Cyrus               | Mad at You feat. Gallant                                |
| 2018 | Maggie Rogers            | Light On                                                |
| 2018 | Lauren Jauregui          | Expectations                                            |
| 2018 | Junior Empire            | Danger                                                  |
| 2019 | Kiesza                   | Sweet Love                                              |
| 2019 | Radio Fluke              | Medicine                                                |
| 2019 | Lykke Li                 | Neon                                                    |
| 2019 | Lykke Li                 | So Sad So Sexy (Alt.)                                   |
| 2019 | Lykke Li                 | Deep End (Alt.)                                         |
| 2019 | Wrabel                   | Magic                                                   |
| 2019 | Patrick Martin           | "Both of You                                            |
| 2019 | Alfie Templeman          | Used to Love                                            |
| 2019 | Harry Styles             | Lights Up                                               |
| 2019 | Grace Carter             | Fired Up                                                |
| 2019 | King Princess            | If You Think It's Love                                  |
| 2019 | Jessie Ware              | Mirage (Don't Stop)                                     |
| 2019 | Harry Styles             | Golden                                                  |
| 2019 | Harry Styles             | Adore You                                               |
| 2019 | Harry Styles             | Watermelon Sugar                                        |
| 2019 | Harry Styles             | Cherry                                                  |
| 2019 | Harry Styles             | Falling                                                 |
| 2019 | Harry Styles             | To Be So Lonely                                         |
| 2019 | Harry Styles             | She                                                     |
| 2019 | Harry Styles             | Sunflower, Vol. 6                                       |
| 2019 | Harry Styles             | Canyon Moon                                             |
| 2019 | Harry Styles             | Fine Line                                               |
| 2020 | Alfie Templeman          | Forever Isn't Long Enough                               |
| 2020 | Shawn Mendes             | Intro                                                   |
| 2020 | Shawn Mendes             | Wonder                                                  |
| 2020 | Shawn Mendes             | Higher                                                  |
| 2020 | Shawn Mendes             | 24 Hours                                                |
| 2020 | Shawn Mendes             | Teach Me How to Love                                    |
| 2020 | Shawn Mendes             | Call My Friends                                         |
| 2020 | Shawn Mendes             | Dream                                                   |
| 2020 | Shawn Mendes             | Song for No One                                         |
| 2020 | Shawn Mendes             | 305                                                     |
| 2020 | Shawn Mendes             | Always Been You                                         |
| 2020 | Shawn Mendes             | Piece of You                                            |
| 2020 | Shawn Mendes             | Look Up at the Stars                                    |
| 2020 | Shawn Mendes             | Can't Imagine                                           |
| 2020 | Cam                      | Changes                                                 |
| 2021 | WORRYWORRY               | Outside                                                 |
| 2021 | Celeste                  | Tonight Tonight                                         |
| 2022 | Harry Styles             | Music For a Sushi Restaurant                            |
| 2022 | Harry Styles             | Late Night Talking                                      |
| 2022 | Harry Styles             | Grapejuice                                              |
| 2022 | Harry Styles             | As It Was                                               |
| 2022 | Harry Styles             | Daylight                                                |
| 2022 | Harry Styles             | Little Freak                                            |
| 2022 | Harry Styles             | Matilda                                                 |
| 2022 | Harry Styles             | Daydreaming                                             |
| 2022 | Harry Styles             | Keep Driving                                            |
| 2022 | Harry Styles             | Satellite                                               |
| 2022 | Harry Styles             | Boyfriends                                              |
| 2022 | Harry Styles             | Love Of My Life                                         |
| 2022 | Lizzo                    | If You Love Me                                          |
| 2022 | Maggie Rogers            | Want Want                                               |
| 2022 | Maggie Rogers            | Horses                                                  |
| 2022 | Maggie Rogers            | Overdrive                                               |
| 2022 | Maggie Rogers            | Shatter                                                 |
| 2022 | Maggie Rogers            | Be Cool                                                 |
| 2022 | Maggie Rogers            | I’ve Got A Friend                                       |
| 2022 | Maggie Rogers            | Honey                                                   |
| 2022 | Maggie Rogers            | Different Kind of World                                 |
| 2022 | Maggie Rogers            | That's Where I Am                                       |
| 2022 | Florence and the Machine | Heaven Is Here                                          |
| 2022 | Florence and the Machine | Cassandra                                               |
| 2023 | Miley Cyrus              | Flowers                                                 |
| 2023 | Miley Cyrus              | River                                                   |
| 2023 | Miley Cyrus              | Rose Colored Lenses                                     |
| 2023 | Miley Cyrus              | Wonder Woman                                            |
| 2023 | Miley Cyrus              | Wildcard                                                |

## Riconoscimenti
- Grammy Award[10][11]
  - 2016 - Candidatura al miglior canzone rock per What Kind of Man
  - 2023 - Album dell'anno per Harry's House
  - 2023 - Miglior album pop vocale per Harry's House
  - 2023 - Candidatura all'album dell'anno per Special
  - 2023 - Candidatura al registrazione dell'anno per As It Was
  - 2023 - Candidatura alla canzone dell'anno per As It Was
  - 2024 - Registrazione dell'anno per Flowers
  - 2024 - Candidatura all'album dell'anno per Endless Summer Vacation